# Elodes nebrodensis
Elodes nebrodensis là một loài bọ cánh cứng trong họ Scirtidae. Loài này được Ragusa miêu tả khoa học năm 1885.